# Warri
Warri je město v Nigérii v zóně South South ve státě Delta. Město je jedním z ústředních center ropného průmyslu v zemi. V roce 2016 zde žilo 363 382 obyvatel, v jeho metropolitní oblasti však žije přes milion lidí. Ve městě se nachází klíčový přístav, který spojuje řeku Niger s Atlantským oceánem. 
Asi 95 % obyvatel města tvoří křesťané, tři procenta obyvatelů vyznávají tradiční domorodá náboženství, dvě procenta obyvatel jsou muslimové. Jedním z nejpoužívanějších jazyků ve městě je vedle domorodých jazyků nigerijský pidžin. Město leží v oblasti s tropickým monzunovým podnebím.